# Charles-Louis Chassin
Pour les articles homonymes, voir Chassin.
Charles-Louis Chassin, né à Nantes le 11 février 1831 et mort à Beauchamp le 18 juillet 1901, est un historien, écrivain et journaliste français. Il est aussi une personnalité politique et un intellectuel engagé.

## Biographie

### Enfance et jeunesse

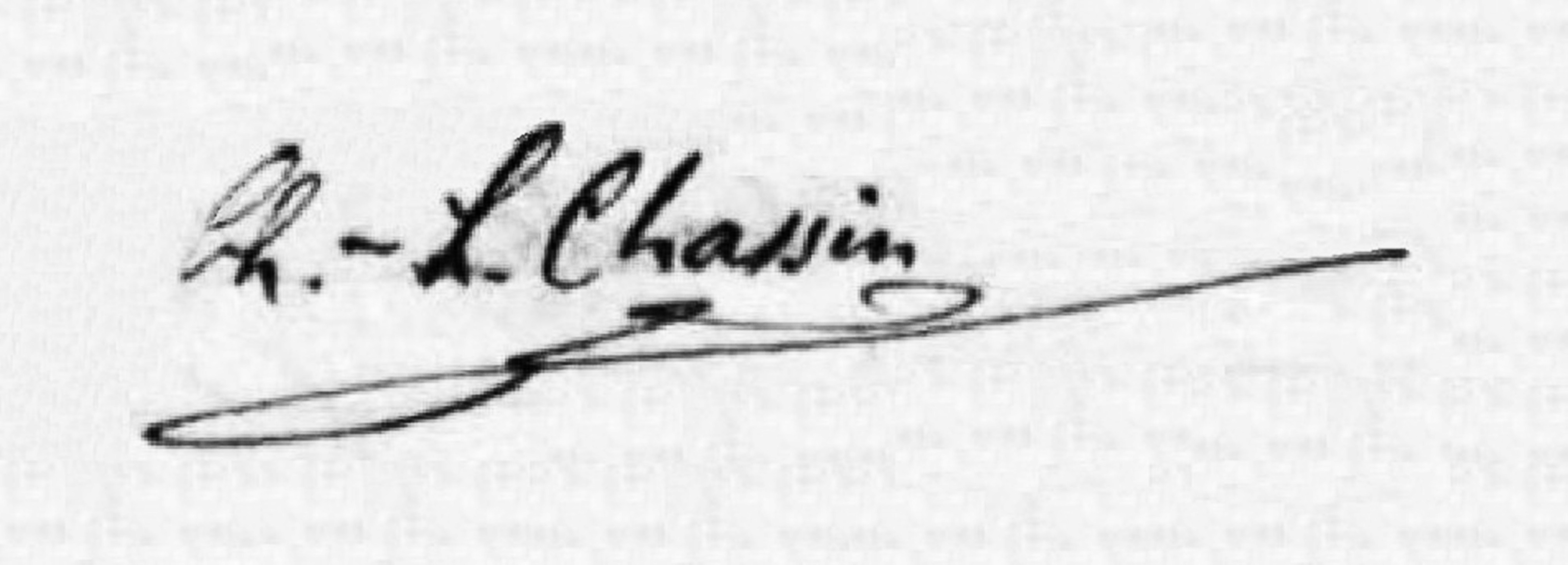
Signature de Charles-Louis Chassin sur l'acte de naissance de sa fille cadette France Chassin, le 10 mai 1873 à Paris.

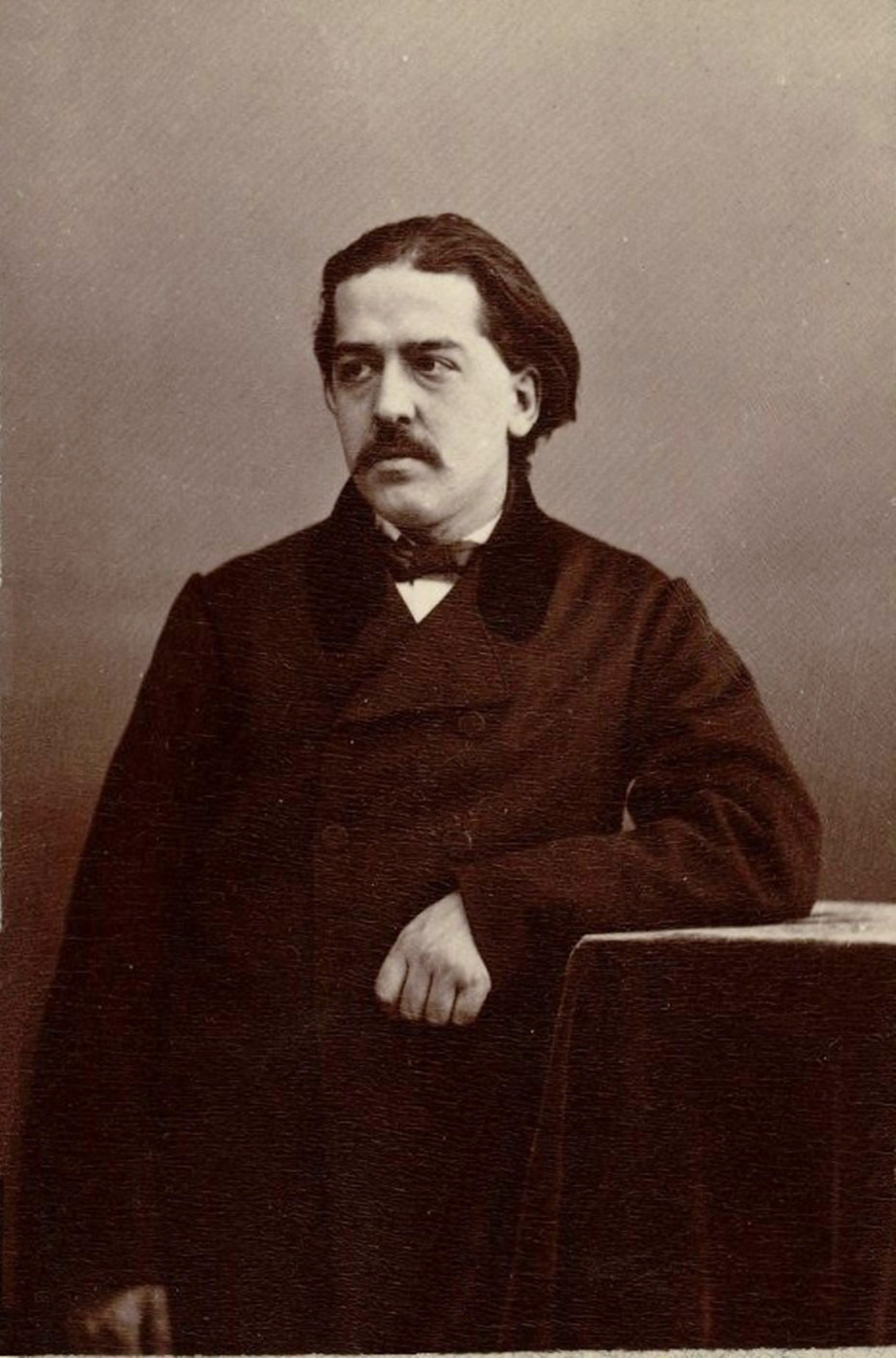
Photographie de Charles-Louis Chassin vers 1865 par Nadar.

Né à Nantes le 11 février 1831 dans une famille vendéenne, il étudie au collège royal de Nantes, où il a pour condisciple Jules Vallès, qui s'est inspiré de lui pour créer le personnage de Matoussaint dans Le Bachelier, puis au collège Bourbon. Il fait son droit à Paris quand le cours de Jules Michelet au Collège de France est suspendu, le 13 mars 1851 ; il est l'un des premiers à s'opposer à cette mesure. Cela lui vaut d'être interné à Mazas sous la prévention, finalement abandonnée, de « complot contre la sûreté de l'État ».

### Action politique
Avec Vallès, il fonde, à Paris, en 1850, le Comité des Jeunes, qui tente vainement de soulever le quartier latin contre le coup d'État du 2 décembre 1851. Opposant au Second Empire, républicain, libre-penseur et anticlérical, il renonce à une carrière dans l'enseignement, afin de ne pas prêter le serment de fidélité au régime impérial, et gagne sa vie en publiant dans des feuilles littéraires et des revues. L'article qu'il consacre à « François-Joseph », au retour d'un voyage en Hongrie, contribue à l'interdiction de la Revue de Paris par décret impérial en 1858. Au Courrier du dimanche, il publie en 1860 le seul compte-rendu consacré à La Démocratie d'Étienne Vacherot, saisi par la police le jour de sa mise en vente. Lié à Giuseppe Mazzini, Daniele Manin, Giuseppe Garibaldi, Lajos Kossuth, György Klapka, Gyula Andrássy et Daniel Irányi, il décrit les partis révolutionnaires à l'étranger dans les colonnes du Courrier de Paris et consacre ses premiers ouvrages historiques à la Hongrie. Par ailleurs, profitant des concessions libérales accordées par le régime après la campagne d'Italie (1859), il tente de fonder un journal, La Nation, mais le ministère de l'Intérieur lui refuse l'autorisation, au prétexte qu'en 1848, il « avait collaboré au Père Duchêne et à l'Aimable faubourien », selon le ministre Adolphe Billault. Après avoir fait remarquer qu'il était encore au collège à l'époque, sa demande n'en est pas moins enterrée.
Arrêté au retour d'une visite au colonel Charras, exilé à Bâle, pour colportage de brochures interdites, il passe devant le tribunal correctionnel de Mulhouse, qui l'acquitte, puis, sur appel du ministère public, devant la Cour de Colmar. Sauvé par l'intervention de ses amis Charras, Michelet, Quinet, Martin et Arago, il abandonne ensuite la politique pour l'histoire après La Presse libre selon les principes de 1789 (1862).
En septembre 1867, il assiste comme premier secrétaire pour la France au congrès de Genève qui crée la Ligue de la Paix et de la liberté, avec Victor Hugo, Charles Lemonnier et Ange Guépin, qui milite en faveur de l'instauration d'États-Unis d'Europe.
Après la suppression de l'autorisation préalable, il fonde La Démocratie (8 novembre 1868-5 août 1870). De même, en 1868-1869, il fonde la Société Civile des Familles Affranchies, qui accueille des membres à travers toute la France, mais également en Angleterre, parmi les républicains proscrits.
Favorable à l'insurrection le jour des obsèques de Victor Noir, il participe à la manifestation de la Bourse après les batailles de Wœrth et de Forbach et se trouve sur la place de la Concorde le 4 septembre. Lors du siège de Paris, il s'oppose au départ du gouvernement de la Défense nationale. Élu commandant du 253e bataillon, il participe à la journée du 31 octobre 1870 et est délégué par le 9e arrondissement pour demander l'élection d'un conseil municipal.
Le 10 avril 1871, il est arrêté à Versailles et détenu préventivement durant deux mois, jusqu'à la répression de la Commune de Paris. Ernest Picard s'excuse en lui expliquant : « sans cette prison, vous étiez fusillé ou déporté ».

### Journaliste et historien
Charles-Louis Chassin publie dans des journaux et revues russes jusqu'à l'interdiction des Annales de la Patrie en 1884. Il fonde avec Jean Macé la Semaine républicaine pour s'opposer au coup de force du 16 mai 1877, dont Léon Gambetta a fait plus tard La Petite République. En 1878, il fait obtenir à Macé le poste de rédacteur en chef du Journal officiel.
Élève d'Alphonse Aulard à la Sorbonne, ami de Jules Michelet, il se spécialise dans l'histoire de la Révolution française. Entre 1891 et 1900, il a publié 11 volumes de documents sur la guerre de Vendée - La Vendée Patriote. Dans son récit, qui lie les documents, Chassin livre une histoire orientée en faveur des « Bleus », considérant que le soulèvement n'a aucune origine populaire et qu'il s'agit simplement d'une machination des nobles et des prêtres, suivis aveuglément par une population ignorante. Hostile à la Terreur, il justifie la guerre contre cette contre-révolution, mais non ses excès.

### Les dernières années
Victime de la maladie, il se retire à Beauchamp près de Taverny, où il meurt le 18 juillet 1901. Conformément à ses dispositions testamentaires, il a été inhumé civilement au cimetière du Père-Lachaise (92e division).

### Vie familiale et privée

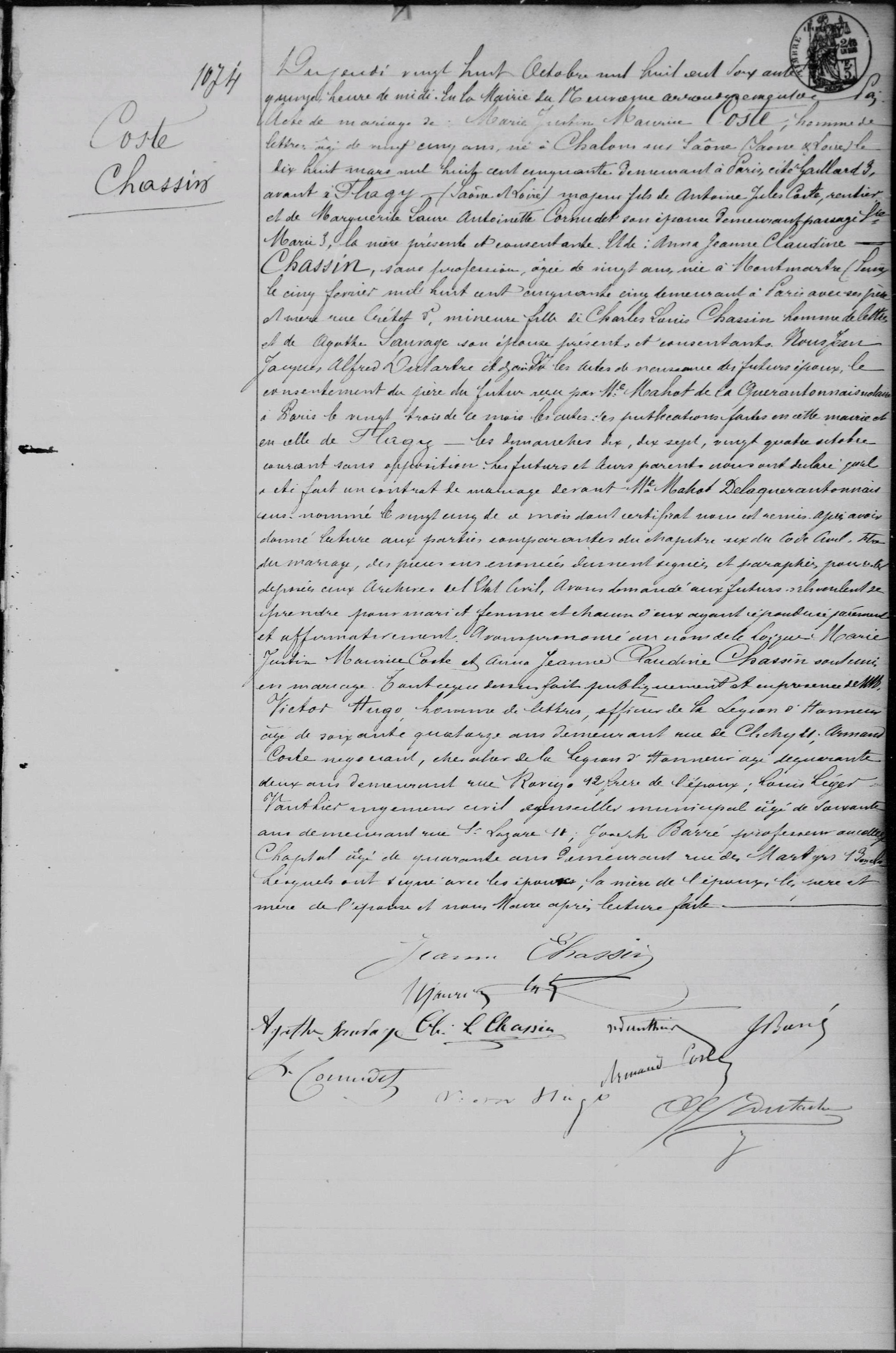
Acte de mariage du romancier Maurice Coste dit Maurice Talmeyr (1850-1931), avec Jeanne Chassin (1855-1876) à Paris dans le 9e arrondissement, le 28 octobre 1875. La signature de Victor Hugo figure au bas de l'acte.

Charles-Louis Chassin épouse Agathe Claudine Sauvage (Langres, 20 avril 1836 - Taverny, 29 avril 1904) à Paris (6e arrondissement ancien), le 18 juillet 1854.
De cette union sont nés quatre enfants :
Leur fille aînée est Anna Jeanne Claudine Chassin, née à Montmartre (18e arrondissement de Paris), le 5 février 1855.
Jeanne est une jeune artiste peintre et elle est remarquée dès ses débuts aux différentes expositions de peinture par des études. L'une de ses œuvres, Fruits d'hiver, est exposée au Salon de peinture en 1875 à Paris,.
Elle se marie avec l'homme de lettres, Maurice Marie Justin Coste dit Maurice Talmeyr le 28 octobre 1875 dans le 9e arrondissement de Paris. Un des témoins au mariage n'est autre que l'écrivain Victor Hugo.
Jeanne Chassin meurt à l'âge de vingt-un ans des suites d'un accouchement le 3 novembre 1876 à Paris dans le 9e arrondissement au domicile conjugal, no 20 avenue Trudaine, après avoir mis au monde un enfant qui n'a pas survécu, le 31 octobre 1876.
Le lendemain, samedi 4 novembre, deux cents personnes suivent le cortège funèbre jusqu'au cimetière de Saint-Ouen, dont nombre de personnalités tels que Victor Hugo, Emmanuel Arago, Louis Vauthier, Paul Meurice, Antoine Révillon, Henri de Lapommeraye, Yves Henry, Léon Cladel, Eugène Garcin, avec son épouse Euphémie Vauthier. Le 7 novembre 1877, Jeanne Chassin et son enfant seront transférés au cimetière du Père-Lachaise dans la 64e division.
Leur seconde fille, Marie Lucile Chassin, née également à Montmartre (18e arrondissement de Paris) le 14 août 1859,, est une actrice de théâtre mais elle obtient également son 2e accessit de chant au Conservatoire de musique à Paris en 1881. Elle épouse le 19 décembre 1904, Aimé Antoine Émile Alamagny, à Lyon dans le 2e arrondissement (département du Rhône). Lucile Chassin meurt au château de Curaize (ou Curaise), commune de Précieux (anciennement Prétieux), le 28 janvier 1924. Le château est la propriété de son époux, Émile Alamagny, fondateur de l'usine de lacets Oriol et Alamagny à Saint-Chamond.
Leur troisième fille, Marianne Chassin est née dans le 18e arrondissement de Paris le 15 juin 1865. Marianne exerce aussi le métier d'actrice de théâtre. Elle débute sur les scènes parisiennes au mois de janvier 1890 sous le pseudonyme de Chassaing. Elle se marie en premières noces le 9 avril 1891 à Paris dans le 9e arrondissement avec l'artiste dramatique Abel Tarride.
Elle divorce cinq ans plus tard le 14 août 1896 et épouse en secondes noces le 23 juin 1910 à Saint-Cloud, Sébastien Otto Alfred Fiedler (Nîmes 1875 - 16e arrondissement de Paris 1951), capitaine d'infanterie puis administrateur de sociétés. Sébastien Fiedler est décoré de la Croix de guerre (six citations) et reçoit successivement les décorations de chevalier de la Légion d'honneur le 10 juillet 1917 puis d'officier le 3 août 1928.
Marianne Chassin meurt dans son domicile au no 5 avenue Jean-Baptiste-Clément à Boulogne-Billancourt le 5 mai 1953. Elle est inhumée le 9 mai 1953 au cimetière du Père-Lachaise à Paris dans le 20e arrondissement et repose dans le caveau familial (92e division) au côté de ses parents et de sa sœur cadette, France Chassin (1873-1932).
Enfin, leur fille cadette est France Chassin qui serait connue au théâtre sous le pseudonyme de Nicole Bernard,,. France Chassin est née dans le 18e arrondissement de Paris, le 10 mai 1873. Elle est célibataire et joue pour la première fois à l'âge de 15 ans au mois de mars 1888 avec sa sœur Marianne, la comédie À quoi rêvent les jeunes filles, dans une soirée donnée par Paul Eudel à Paris. France Chassin meurt à Paris dans le 17e arrondissement, le 23 septembre 1932.

## Principales publications
- La Hongrie, son génie et sa mission, étude historique, suivi de Jean de Hunyad, récit du XVe siècle, 1856
- (en collaboration avec Daniel Irányi) Histoire politique de la Révolution de Hongrie, 1847-1849, 2 volumes, 1859-1860
- Edgar Quinet : sa vie et son œuvre, 1859. Réédition : Genève, Slatkine, 1970, 473 p. Texte en ligne
- Alexandre Petoefi : le poète de la révolution hongroise, 1860
- La Presse libre selon les principes de 1789, 1862 Texte en ligne
- Le Génie de la Révolution, 2 volumes, 1863
- L'Armée et la Révolution. La paix et la guerre, l'enrôlement volontaire, la levée en masse, la conscription, 1867
- Le Parlement républicain, résumé populaire du droit constitutionnel, 1879
- L'Église et les derniers serfs, 1880 Texte en ligne
- Les Cahiers des curés. Étude historique d'après les brochures, les cahiers imprimés et les procès-verbaux manuscrits, 1882
- Félicien, souvenirs d'un étudiant de 48, 1885
- Les Élections et les cahiers de Paris en 1789, 4 volumes, 1888-1889 Texte en ligne
- Études documentaires sur la Révolution Française, tome 1 : La préparation de la Guerre de Vendée (1789-1793), 1892, 3 volumes Texte en ligne 1 2 3 ; tome 2 : La Vendée Patriote (1793-1800), 1893-1895, 4 volumes ; tome 3 : Les pacifications de l'Ouest, 1794-1801-1815, 1896-1899, 3 volumes ; tome 4 : La Vendée et la Chouannerie, 1 volume ; table générale alphabétique et analytique des trois séries avec cartes du théâtre de la guerre civile, 1 volume, Paris, imprimerie Paul Dupont, 1891-1900
- (en collaboration avec Léo Hennet) Les Volontaires nationaux pendant la Révolution, tome 1 : Historique militaire et états de services des huit premiers bataillons de Paris, levés en 1791 et 1792, 1899 Texte en ligne ; tome 2 : Historique militaire et états de services du 9e bataillon de Paris, Saint-Laurent, au 18e, bataillon des Lombards, levés en 1792, 1902 Texte en ligne ; tome 3 : Historique militaire et états de services du 19e bataillon de Paris, dit du Pont-Neuf, au 27e (bataillon de la Réunion), des chasseurs et compagnies franches et du bataillon des grenadiers levés en 1792, 1906 Texte en ligne
- Le Général Hoche à Quiberon, 1898
- Félicien : souvenirs d'un étudiant de 48, 1904 (réédition de l'œuvre de 1885°)Texte en ligne

### Articles de l'encyclopédie
- Commune de Paris